# Гендрік Райгер
Гендрік Райгер (нім. Hendrik Reiher, 25 січня 1962) — німецький академічний веслувальник.
Олімпійський чемпіон 1988 року в складі розпашної четвірки зі стерновим, срібний призер 1992 року в складі розпашної четвірки зі стерновим.
Чемпіон світу 1986, 1987, 1990 років у складі розпашної четвірки зі стерновим, срібний призер 1981 (розпашні двійки зі стерновим), 1982 (розпашні двійки зі стерновим), 1983 (вісімки) років, бронзовий призер 1985 року в складі розпашної четвірки зі стерновим.
Бронзовий призер ігор Дружба-84 у складі розпашної двійки зі стерновим.